# Usine Bettonville

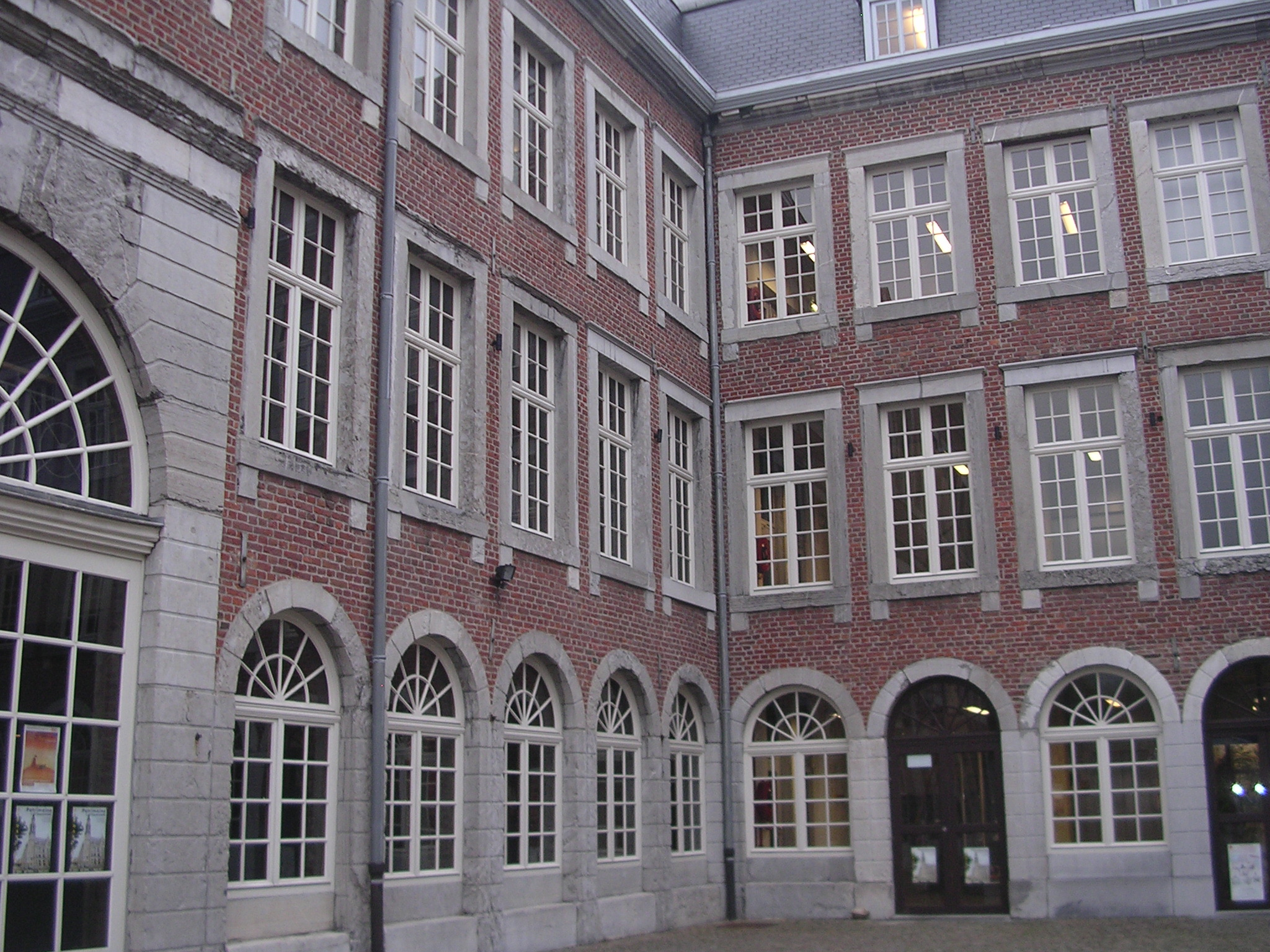
Usine Bettonville

De Usine Bettonville is een voormalige fabriek en tegenwoordig toeristisch centrum en museum in het stadsdeel Hodimont van de Belgische stad Verviers, gelegen aan Rue de la Chapelle 30.

## Geschiedenis
De fabriek werd gebouwd tussen 1804 en 1806 naar ontwerp van Beyne voor Pierre-Henri de Thier, textielfabrikant. De fabriek verving oudere industriële gebouwen die op dezelfde plaats waren gelegen. De reden tot nieuwbouw was gelegen in de mechanisatie, die een golf van nieuwe fabrieken veroorzaakte. De L-vormige fabriek sluit aan bij de fabrikantenwoning, het Hôtel de Thier, in Lodewijk XVI-stijl. De fabriek is drie verdiepingen hoog en heeft een mansardedak.
Van 1813-1855 was de fabriek in bezit van Grand'Ry et Poswick, om in 1855 in handen te komen van de familie Bettonville. Dit bleef zo tot 1971, toen de bedrijvigheid werd stopgezet. In 1976 werden de gebouwen verkocht aan de stad Verviers. In 1979 werd het complex geklasseerd als monument, doch het duurde tot 1988 voor het restauratiewerk begon.
In 1999 kwam het Centre Touristique de la Laine et de la Mode in het complex. Ook het Documentatiecentrum van de wolindustrie is in het gebouw gevestigd.

## Centre Touristique de la Laine et de la Mode
Het toeristisch centrum, feitelijk een museum, laat de aspecten van de wolverwerking zien aan de hand van oude werkplaatsen en machines. Dit loopt van een schapenscheerderij, via het sorteren van de wol door de handelaar, het wassen en ontvetten van de wol, de kaardmachine, het spinnen en op klossen winden, en het weven.